# Dichelostemma volubile
Dichelostemma volubile es una planta herbácea,  perenne y bulbosa perteneciente de la subfamilia Brodiaeoideae de las asparagáceas. Es nativa del norte de California y del sur de Oregón en Estados Unidos de América, donde crece en matorrales y bosques.

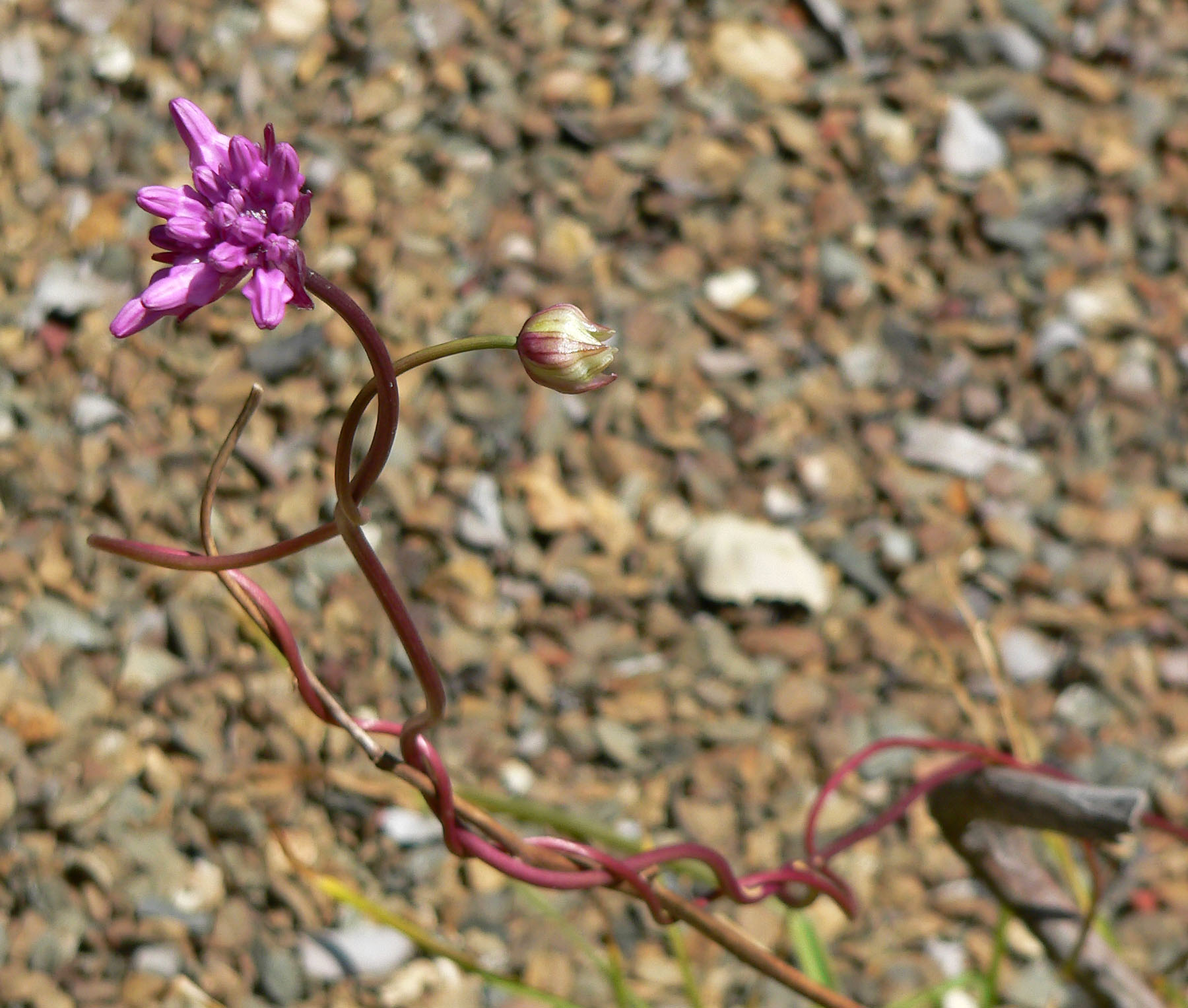
Detalle de la planta

## Descripción
Es una planta perenne que presenta un escapo sin hojas que remata en una umbela esférica que lleva hasta 30 flores de color rosa apretadamente dispuestas.  Los tallos de color púrpura o rojizo pueden enredarse unos con otros o bien, enroscarse alrededor de otras plantas.

## Taxonomía
Dichelostemma volubile fue descrita por (Kellogg) A. Heller y publicado en Bulletin of the Southern California Academy of Sciences 2(6): 65. 1903.
Sinonimia
- Brodiaea californica (Torr.) Jeps.
- Brodiaea volubilis (Kellogg) Baker
- Dichelostemma californicum (Torr.) Alph.Wood
- Hookera volubilis (Kellogg) Jeps.
- Macroscapa volubilis Kellogg
- Rupalleya volubilis (Kellogg) Morière
- Stropholirion californicum Torr.[2][3]